# Sant Miquel de Solterra
Sant Miquel de Solterra o Sant Miquel de les Formigues és una muntanya de 1.202 metres que es troba entre els municipis de Sant Hilari Sacalm i d'Osor a la Selva. Al cim hi ha una creu de ferro amb tres formigues, que al·ludeixen a Sant Miquel de les Formigues, i les restes del castell de Solterra i de la capella de Sant Miquel de Solterra. La creu s'aixeca sobre les restes d'una torre circular del castell. També hi ha les restes d'un antic vèrtex geodèsic (referència 298100002).
Aquest cim està inclòs al llistat dels 100 cims de la FEEC. 

## Wikiloc
- Des de Can Calabrés (Sant Hilari Sacalm)
- Des de Osor